# Tarifa Dallas
A Tarifa Dallas foi uma tarifa protecionista, introduzida nos Estados Unidos em 1816, que esteve em vigor entre 1816 e 1824, e formou a base do Compromisso de 1833, que encerrou a Crise da Nulificação na qual a Carolina do Sul ameaçou separar-se dos Estados Unidos. Foi introduzida seguindo um relatório do Secretário do Tesouro Alexander J. Dallas e foi adotada pelo 14o Congresso dos Estados Unidos. Henry Clay, então presidente da Câmara, foi um firme defensor da medida que ele via como um meio de desenvolver as indústrias norte-americanas. Houve uma significativa oposição à medida liderada por Daniel Webster e John Randolph.

## Plano de fundo
O nível das tarifas alfandegárias foi crescendo nos Estados Unidos desde a aprovação da lei administrativa geral de tarifa. A Guerra de Trípoli levou a um ligeiro aumento da tarifa chamado de Fundo Mediterrâneo, com a tarifa aplicável aos principais produtos importados variando entre dez a quinze por cento. Essas tarifas foram dobradas a fim de custear a Guerra de 1812. Acreditou-se que essas tarifas levaram à consolidação da indústria norte-americana, não somente na Nova Inglaterra mas também em Nova Iorque e Pensilvânia.

## Introdução
A Tarifa de 1816 foi instituída depois da Guerra de 1812. A Grã-Bretanha havia produzido um grande estoque de ferro e produtos têxteis. Uma vez que esse estoque era tão grande, o preço dos bens britânicos logo se rebaixaram em comparação ao dos bens norte-americanos. Conseqüentemente, muitos norte-americanos compravam bens britânicos de preferência aos bens norte-americanos, prejudicando os industriais norte-americanos. James Madison e Henry Clay conceberam um plano para socorrer os produtores norte-americanos, chamado Sistema Americano. Ele incluía uma tarifa protecionista mais comumente conhecida como a Tarifa de 1816, a qual fazia aumentar o preço dos bens britânicos de modo que os bens norte-americanos pudessem competir com eles. O norte dos Estados Unidos estava totalmente satisfeito com essa tarifa. Visto que a economia do Norte estava baseada na manufatura, muitas das suas indústrias e trabalhadores competiam com as importações britânicas e foram beneficiados pela tarifa. Os sulistas, entretanto, foram prejudicados, visto que eles eram simples consumidores de bens manufaturados que agora custavam mais; além disso, suas exportações de produtos agrícolas para a Grã-Bretanha seriam ameaçadas se esta retaliasse. 
Dallas recomendou a conservação do regime tarifário em vigor durante a Guerra de 1812, em um relatório publicado em fevereiro de 1816, com o objetivo de desenvolver a indústria norte-americana na eventualidade de outra guerra com o Reino Unido ou outras potências européias. Aderiram à proposta o presidente James Madison e Clay, presidente da Casa dos Representantes, de notável liderança no Congresso. Uma comissão da Casa dos Representantes recomendou a adoção desta tarifa prognosticando que ela somente seria necessária por uns poucos anos até que os Estados Unidos fossem suficientemente fortes para defender-se a si mesmos contra potências estrangeiras. A tarifa foi popular em áreas tais como a Pensilvânia e Nova Iorque, onde a indústria manufatureira estava crescendo rapidamente. Ela foi apoiada amplamente naqueles estados que defendiam os industriais norte-americanos contra a concorrência dos industriais do Reino Unido. Era também popular no Oeste, em estados como o Kentucky, estado natal de Clay, onde se esperava desenvolver as lavouras do cânhamo e do linho, e que pretendiam novas tarifas para apoiar as indústrias nascentes.
A proposta foi menos popular entre os comerciantes da Nova Inglaterra que esperavam restaurar o comércio com o Reino Unido e outras potências européias, e importar produtos da Europa em contrapartida de exportações dos Estados Unidos como o algodão. Daniel Webster representou esse ponto de vista e manobrou para conseguir algumas concessões em relação ao nível da tarifa. Era também menos popular no Sul, na medida em que elevava os custos de produção de suas lavouras exportáveis, notadamente o algodão. Era também combatida por pessoas que a consideravam como aumentando o custo de vida dos pobres. John Randolph no seu discurso em oposição levantou ambos esses pontos: "Sobre quem recairá os impostos sobre tecidos grosseiros de lã, linho e cobertores, sobre o sal e todas as coisas necessárias à vida? Sobre os homens pobres e sobre os senhores de escravos." Entretanto, a tarifa foi apoiada por notáveis líderes sulistas como o presidente Madison e o ex-presidente Thomas Jefferson. Notavelmente, John C. Calhoun, que seria um forte oponente de futuros regimes tarifários, apoiou a tarifa Dallas no Congresso. A lei foi aprovada em abril de 1816, com taxas de vinte e cinco por cento sobre tecidos de lã e algodão, e uma taxa mais alta de trinta por cento. Além disso, nenhum imposto sobre tecidos de algodão e lã deveria se inferior a seis e um quarto centavos de dólar por jarda, o que teria um impacto regressivo ao longo do tempo. A medida teve o apoio dos representantes eleitos de cada estado, exceto Delaware e Carolina do Norte.

## História
A tarifa foi mantida até 1824, quando foi maciçamente aumentada. Em 1828, a assim chamada "Tarifa de Abominações" foi introduzida aumentando a alíquota das tarifas significativamente, para ajudar os industriais do Norte. Esta tarifa foi maciçamente impopular na medida em que aumentava significativamente os custos de produção. Além disso, como a medida aumentava o preço dos bens de algodão, os industriais têxteis britânicos vendiam menos nos Estados Unidos e reduziam, em conseqüência, suas compras de algodão dos fazendeiros do Sul. Esta tarifa foi maciçamente impopular no Sul e a oposição foi liderada pelo vice-presidente Calhoun que rompeu com o presidente John Quincy Adams sobre a questão. Calhoun então tornou-se vice-presidente sob Andrew Jackson, que introduziu a Tarifa de 1832, a qual reduziu um pouco o nível das tarifas, mas não o suficiente para Calhoun. Ele renunciou para tornar-se senador pela Carolina do Sul, instigando desta forma a Crise da Nulificação, em que a Carolina do Sul declarou nulas e inválidas as tarifas de 1828 e 1832, logo começando a levantar uma força militar para o apoio de sua decisão. Esta crise foi revertida mediante o Compromisso de 1833, negociado por Clay, conforme o qual as alíquotas da tarifa retornariam  progressivamente ao nível da Tarifa Dallas em 1842. O debate sobre essas ameaças de nulificação, ainda que contornadas a tempo, foi um precursor dos argumentos sobre a escravidão no futuro. A Tarifa Dallas então permaneceu em vigor até depois da Guerra de Secessão, com algumas reduções ulteriores.